# Xmukane Corona
La Xmukane Corona è una struttura geologica della superficie di Venere.